# Milena Greppi
Milena Greppi (Milano, 8 luglio 1929 – Milano, 13 dicembre 2016) è stata un'ostacolista e velocista italiana.

## Biografia
Figlia di Antonio Greppi, conte di Bussero e di Corneliano, discendeva da un'illustre famiglia nobile lombarda. Prese parte a due edizioni dei Giochi olimpici: a Helsinki 1952 e Melbourne 1956. In entrambi i casi non riuscì a raggiungere le fasi finali negli 80 metri ostacoli e nella staffetta 4×100 metri. Nel 1954 partecipò ai campionati europei, dove conquistò la medaglia di bronzo nella staffetta 4×100 metri con Letizia Bertoni, Giuseppina Leone e Maria Musso.
Fu cinque volte campionessa italiana assoluta negli 80 metri ostacoli e due nella staffetta 4×100 metri.

## Palmarès
| Anno | Manifestazione  | Sede      | Evento  | Risultato  | Prestazione | Note |
| ---- | --------------- | --------- | ------- | ---------- | ----------- | ---- |
| 1952 | Giochi olimpici | Helsinki  | 80 m hs | Semifinale | 11"80 w     |      |
| 1952 | Giochi olimpici | Helsinki  | 4×100 m | Batteria   | 47"68       |      |
| 1954 | Europei         | Berna     | 4×100 m | Bronzo     | 46"6        |      |
| 1956 | Giochi olimpici | Melbourne | 80 m hs | Batteria   | 12"66       |      |
| 1956 | Giochi olimpici | Melbourne | 4×100 m | 5ª         | 45"90       |      |

## Campionati nazionali
- 5 volte campionessa italiana assoluta degli 80 m ostacoli (1952, 1953, 1954, 1955, 1956)
- 2 volte campionessa italiana assoluta della staffetta 4×100 m (1953, 1954)

1952
- Oro ai campionati italiani assoluti, 80 m hs - 11"7

1953
- Argento ai campionati italiani assoluti, 100 m piani - 12"5
- Oro ai campionati italiani assoluti, 80 m hs - 11"7
- Oro ai campionati italiani assoluti, staffetta 4×100 m - 49"8

1954
- Oro ai campionati italiani assoluti, 80 m hs - 11"8
- Oro ai campionati italiani assoluti, staffetta 4×100 m - 50"0

1955
- Argento ai campionati italiani assoluti, 100 m piani - 12"3
- Oro ai campionati italiani assoluti, 80 m hs - 11"3

1956
- Oro ai campionati italiani assoluti, 80 m hs - 11"5